# Mario Kuri Aldana
Mario Kuri Aldana (Tampico, Tamaulipas, 15 de agosto de 1931 - Ciudad de México, 15 de enero de 2013) fue un músico, compositor e investigador mexicano. Fue autor de más de 200 obras de diversos géneros musicales. Fue profesor de composición y etnomusicología.

## Estudios y docencia
Fue hijo de Consuelo Inés Aldana y Felipe Kuri. Cursó la carrera de Derecho. Desde joven estudió piano en la Academia “Juan Sebastián Bach”, posteriormente ingresó a la Escuela Nacional de Música de la Universidad Nacional Autónoma de México, realizó estudios de posgrado en el Instituto Di Tella y una maestría en composición musical. Fue discípulo de Rodolfo Halffter y de Luis Herrera de la Fuente.
Impartió clases de composición y etnomusicología en la Escuela Nacional de Música de la UNAM y en la Escuela Superior de Música del Instituto Nacional de Bellas Artes (INBA). Fue coordinador del Proyecto de Etnomusicología en la Dirección General de Culturas Populares y de la Investigación Musical del Fondo Nacional para el Desarrollo de la Danza Popular Mexicana (FONDAN).

## Compositor y director
Su primera obra fue el bolero “Gota en el mar” la cual hizo en coautoría con su hermano Armando Kuri, sin embargo su obra más conocida en este género fue "Página blanca" la cual hizo en coautoría con Guillermo Lepe.  A lo largo de su trayectoria profesional escribió más de 200 obras musicales de diversos géneros (boleros, sones, música de concierto, etc.),  algunas de ellas fueron realizadas con la coautoría del compositor y bailarín Guillermo Arriaga Fernández, del compositor y antropólogo musical Jorge Daher, de la bailarina Josefina Lavalle, del historiador Miguel León-Portilla y del compositor Ventura Romero Armendáriz. Compuso el ballet “Sueño de un domingo por la tarde en la alameda” el cual fue interpretado por la Compañía Nacional de Danza en el Palacio de Bellas Artes ante la presencia del presidente Miguel de la Madrid y parte de su gabinete.
Como compositor tuvo un estilo nacionalista, parte de sus obras fueron influenciadas por Silvestre Revueltas, Blas Galindo y José Pablo Moncayo a quienes admiraba, por la misma razón, algunas otras de sus obras tuvieron cierta influencia de Igor Stravinsky. Entabló una fuerte amistad con Arturo Márquez.
Fue director de la Banda Sinfónica de la Secretaría de Educación Pública, de la Orquesta de Cámara del Centro Libanés y de la Orquesta Típica de la Ciudad de México. Fue director huésped de varias bandas y orquestas de Cuba, Estados Unidos, México y otros países de Sudamérica. Fue miembro distinguido de la Sociedad de Autores y Compositores de México (SACM) y del Sistema Nacional de Creadores de Arte del Fondo Nacional para la Cultura y las Artes (FONCA).  Por otra parte, fue locutor y productor de radio. Falleció el 15 de enero de 2013 a consecuencia de una neumonía.

## Premios y distinciones
A lo largo de su trayectoria artística recibió varios premios, distinciones y homenajes:
- 1.er. Premio de Composición Nacionalista otorgado por la Universidad Nacional Autónoma de México en 1958.
- 2° Premio de Composición otorgado por la Universidad Nacional Autónoma de México en 1959.
- 1.er. Premio en el Festival “Juventino Rosas” otorgado por la Sociedad de Autores y Compositores de México por la obra “María de Jesús” compuesta en coautoria de su hermano Armando, en 1968.
- Homenaje por la Escuela Nacional de Música en 1981.
- Reconocimiento al mejor compositor por la Asociación de Periodistas Teatrales en 1990.
- Premio por su sinfonía tropical “Margarita” otorgado por la Asociación de Críticos de Teatro en 1992.
- Premio Nacional de Ciencias y Artes en el área de Artes y Tradiciones Populares otorgado por la Secretaría de Educación Pública en 1994.
- Homenaje a sus 50 años de trayectoria como compositor por la Sociedad de Autores y Compositores de México en 2005.